# La Guerra Civil Española (serie documental)
La Guerra Civil Española (The Spanish Civil War) es una serie documental británica producida por John Blake, David Hart y David Kemp para Granada Television, y emitido por Channel 4 en 1983. Fue dirigida por David Hart y John Blake, escrita por Neal Ascherson y James Cameron (con el asesoramiento histórico de Hugh Thomas, Javier Tusell y Ronald Fraser) y narrada por Frank Finlay. La música de la banda sonora, compuesta por Patrick Gowers, fue dirigida por John Williams con el Gabrieli Quartet y Chris Laurence.
En España, la serie fue emitido por la primera cadena de Televisión Española en el verano de 1988.
Entre 1936 y 1939 España sufrió un trágico conflicto bélico que ahondó las diferencias en el seno de la sociedad, causó cientos de miles de víctimas, además de llevar al país a una situación de miseria generalizada. Tras varios años de lucha, el general Francisco Franco se convirtió en caudillo del nuevo Estado autoritario que se prolongó hasta su muerte en 1975.
La Guerra Civil Española narra la historia de este conflicto en seis episodios con un análisis completo y pormenorizado de todos los acontecimientos que influyeron en el inicio, desarrollo y fin de la contienda, así como las secuelas de la represión que se prolongó durante largo tiempo después de que terminaran las hostilidades en el campo de batalla. Este documental histórico cuenta con el testimonio de muchos de quienes vivieron la guerra y protagonizaron los hechos principales, dando una visión objetiva de la guerra, situándola en su contexto internacional y examinando su trascendencia en la historia de España.

## Episodios
- 1. El preludio de la tragedia (Prelude to tragedy 1931-1936). Dirigido por David Hart. Escrito por Neal Ascherson.

Con la proclamación de la Segunda República, el 14 de abril de 1931, se abría en España un período democrático cuyos principios quedaban recogidos en la nueva constitución republicana. Contando con un amplio apoyo popular, la República afrontó un ambicioso programa de reformas (el ejército, la educación, el campo, las autonomías) que encontró fuertes resistencias entre los militares, la Iglesia y la oligarquía. La victoria electoral del Frente Popular en febrero de 1936 dio inicio a un período de radicalización política y agitación social. En este clima se produjo, el 18 de julio de 1936, el levantamiento militar que los sublevados llamarían después Alzamiento Nacional. Empezaba la guerra civil española.
- 2. Revolución y contrarrevolución (Revolution, counterrevolution & terror). Dirigido por John Blake. Escrito por James Cameron.

Durante la guerra civil española la República vivió bajo una crisis permanente, en la que las luchas intestinas no dejaron nunca de estar presentes. El enfrentamiento de los revolucionarios anarcosindicalistas y del POUM con los comunistas y las fuerzas republicanas debilitaron el gobierno constitucional. Mientras que los comunistas postergaban el inicio de una posible revolución al triunfo en la guerra, los anarquistas intentaban compaginar guerra y revolución. Al final, el curso de la guerra, que dio la victoria a los sublevados, frustró las expectativas de unos y otros.
- 3. La guerra de los idealistas (Battleground for idealists). Dirigido por John Blake. Escrito por James Cameron.

La guerra civil española no fue tan sólo un conflicto bélico interno, sino que fue un verdadero preludio de la Segunda Guerra Mundial, en el que intervinieron la Alemania nazi y la Italia fascista en apoyo del bando sublevado y, de manera menos directa, las potencias aliadas junto con la Unión Soviética en auxilio de la causa republicana. La confrontación ideológica del período de Entreguerras tuvo, pues, su primer estallido en esta guerra. Así, miles de voluntarios se integraron en las Brigadas Internacionales, viendo en la defensa de la causa republicana la ocasión de defender las libertades democráticas.
- 4. Franco y los nacionalistas (Franco and the nationalists). Dirigido por John Blake. Escrito por James Cameron.

Francisco Franco tuvo una meteórica carrera militar que lo convirtió en 1926 en el general más joven de Europa. Sirvió al gobierno de la República dirigiendo la represión del levantamiento revolucionario de Asturias, en octubre de 1934, y posteriormente comandó las fuerzas de la Legión. Participó en el pronunciamiento del 18 de julio de 1936 y pronto se erigió en guía y jefe absoluto del bando sublevado, colocando bajo su mando, como generalísimo, a todos los ejércitos. La victoria de los sublevados dio inicio a casi cuarenta años de gobierno autoritario que convirtieron el franquismo en la dictadura más larga de Europa durante el siglo XX.
- 5. Cara y cruz de la revolución (Inside the revolution). Dirigido por David Hart. Escrito por Neal Ascherson.

El gobierno de la República tuvo que hacer frente a innumerables conflictos entre las distintas ideologías que integraban la defensa del régimen constitucional. La falta de cohesión en los intereses de las fuerzas republicanas, avivada por los enfrentamientos de comunistas, socialistas y anarquistas, facilitó la victoria del ejército franquista en la guerra civil española. Con una ideología común y un ejército unificado y fuertemente apoyado por alemanes e italianos, los sublevados acabaron por aplastar las aspiraciones revolucionarias de la izquierda e instauraron un régimen autoritario que imponía la ideología de los vencedores.
- 6. Victoria y derrota (Victory and defeat). Dirigido por David Hart. Escrito por Neal Ascherson.

Después de casi tres años de conflicto armado, el 1 de abril de 1939 culminó la derrota de las fuerzas republicanas. Desde entonces, el general Francisco Franco, cabeza del Movimiento Nacional, acumuló en su persona los principales cargos del nuevo Estado. El período inmediatamente posterior al conflicto, conocido como posguerra, se caracterizó en lo económico por la adopción de un sistema autárquico, dentro de un contexto de aislamiento político internacional y de penuria generalizada, y en lo político por la imposición de un sistema autoritario y la represión contra los vencidos. La guerra civil española había abierto en la sociedad española heridas que tardarían mucho tiempo en cicatrizar.